# Avery Woodson
Darryl Avery Woodson (Hattiesburg, 15 december 1993) is een Amerikaans basketballer.

## Carrière
Woodson kende een bewogen collegebaskebalcarrière, zo speelde hij voor de Southeastern Lions, EMCC Lions, Memphis Tigers en Butler Bulldogs. In 2017 werd hij profbasketballer en ging spelen bij de Griekse eersteklasser Paniōnios GSS. Het seizoen erop tekende hij in de Finse eerste klasse bij Ura Basket, hij verliet de club eind 2019. En maakte in januari daarna het seizoen volledig bij reeksgenoot Kouvot Kouvola als vervanger van de geblesseerde Silas Melson.
Hij tekende voor het seizoen 2020/21 bij het Zweedse Borås Basket en speelde in de zomer bij het Canadese Saskatchewan Rattlers in de CEBL. Het seizoen erop speelde hij in Oekraïne bij Kiev Basket totdat de oorlog er uitbrak. In 2022 tekende hij  een contract bij de Antwerp Giants als vervanger van de gebleseerde Arik Smith maar zag zijn contract in november niet verlengd worden. In 2023 tekende hij bij het Nieuw-Zeelandse Nelson Giants.
In de zomer van 2023 tekende hij bij de Poolse eersteklasser King Szczecin. Voor het seizoen 2024/25 tekende hij bij de Italiaanse tweedeklasser Nardò Basket. Hij tekende voor het seizoen 2025/26 voor reeksgenoot Libertas Livorno.